# Luzia Homem (filme)
Luzia Homem é um filme brasileiro de 1988, baseado no romance homônimo de Domingos Olímpio. O filme foi gravado na fazenda Teotônio, município de Madalena, no Ceará.

## Sinopse
Na infância, Luzia (Cláudia Ohana) presenciar o assassinato de seus pais. Após o fato, é criada por um vaqueiro, adotando seus costumes e modos como modelo. Quando se torna uma mulher procura o assassino de seus pais, para poder se vingar, mas acaba encontrando o amor.

## Elenco
- Cláudia Ohana .... Luzia
- José de Abreu .... Raulino
- Thales Pan Chacon .... Alexandre
- Luiza Falcão .... Tereza
- João Leite .... Pai de Luzia
- Ivonete .... Mãe de Luzia
- Luiz Cruz de Vasconcelos .... Juiz
- Ary Sherlock .... Silvestre
- Djalma Veríssimo .... Janjão
- Antônio Freire .... Delegado
- Jefferson de Albuquerque Jr. .... Prefeito
- Ruy Polanah
- Chico Díaz
- Ednardo